# Магомедов, Магомед Хасбулатович
Магомед Хасбулатович Магомедов (29 октября 1956) —  российский тренер по вольной борьбе, Заслуженный тренер России. 

## Спортивная карьера
С 1996 года работает тренером в ДЮСШ Каякента, является одним из основателей каякентской школы борьбы. Заслуженный работник физической культуры и спорта Республики Дагестан. Также работает судьёй. 21 апреля 2022 года ему было присвоено звание заслуженный тренер России.

## Известные воспитанники
- Бекбулатов, Ильяс Идрисович — чемпион Европы[5];
- Исрапилов, Нариман Магомедрасулович — чемпион Европы, призёр чемпионата мира[5];
- Джалилов, Гамид Абусаидович — участник чемпионатов мира и Азии;
- Джалилов, Шихсаид Абусаидович — призёр чемпионата России[6];